# Атанасиу, Василе
Василе Атанасиу (рум. Vasile Atanasiu; 25 апреля 1886, Тырговиште — 6 июня 1964, Бухарест) — румынский военный деятель, генерал времён Второй мировой войны. 

## Биография
Родился в Тырговиште в 1886 году в греко-румынской семье, в семье Штефана и Паулины Атанасиу. Окончил Военную школу артиллерии, боевой инженерии и морских офицеров в 1907 году в звании второго лейтенанта, получил звание лейтенанта в 1910 году, капитана в 1915 году и майора в 1917 году во время Первой мировой войны. После окончания войны проходил обучение в Национальном университете обороны Карола I в Бухаресте, которую окончил в 1920 году, когда ему было присвоено звание подполковника.
Достигнув звания полковника в 1928 году и бригадного генерала в 1935 году, Василе Атанасиу был повышен до звания дивизионного генерала в 1940 году (до начала Второй мировой войны), и до звания генерал-лейтенанта в 1942 году.
В 1941 году проходил службу командиром 2-го армейского корпуса, затем перешел в 3-й армейский корпус, которым командовал с 22 июня 1941 года по 20 марта 1943 года. В этой должности руководил корпусом в боевых действиях на территории Бессарабии: в бою за плацдарм Альбица на реке Прут, а затем в наступлении на Днестр у Тирасполя. Затем командовал корпусом на линии фронта от Карпово до Дальника во время осады Одессы. С 20 марта 1943 года по 12 февраля 1945 года занимал должность генерального инспектора артиллерии.
После государственного переворота в августе 1944 года принял командование 1-й армией, приняв участие в боях на чехословацком фронте в Яворине, между притоками Грон и Морава, а затем в Богемии, во время Братиславско-Брненского наступательной операции. 11 апреля 1945 года ему было присвоено звание генерала. Ушел в отставку в 1948 году. Скончался в Бухаресте в 1964 году.